# Gasselte
Gasselte – wieś w Holandii, w prowincji Drenthe, w gminie Aa en Hunze. Do 1998 r. była siedzibą oddzielnej gminy.